# Сарбоян (населённый пункт)
Сарбоян — исчезнувший железнодорожный разъезд (тип населённого пункта) в Болотнинском районе Новосибирской области. На момент упразднения входил в состав Таганаевского сельсовета. Исключен из учётных данных в 1971 году.

## География
Располагался на у одноименного железнодорожного разъезда главного хода Транссиба, на левом берегу реки Сарбоян, в 6,8 км к юго-западу от деревни Горн.

## История
Блок-пост Сарбоян был основан в 1903 году. В 1926 году состоял из 8 хозяйств. В административном отношении входил в состав Таганаевского сельсовета Ояшинского района Новосибирского округа Сибирского края.
Решением Новосибирского облисполкома от 27.09.1971 г. № 650 разъезд исключен из учётных данных, как фактически не существующий.

## Население
По переписи 1926 г. на посту проживало 52 человека (21 мужчина и 31 женщина), основное население — русские.